# Campyliadelphus
Campyliadelphus es un género de musgos hepáticas perteneciente a la familia Amblystegiaceae. Comprende 6 especies descritas y de estas, solo 5 aceptadas:

## Taxonomía
El género fue descrito por (Kindb.) R.S.Chopra y publicado en Taxonomy of Indian Mosses 442. 1975. La especie tipo es: Hypnum chrysophyllum Bridel, C. chrysophyllus (Bridel) Kanda

## Especies aceptadas
A continuación se brinda un listado de las especies del género Campyliadelphus aceptadas hasta junio de 2013, ordenadas alfabéticamente. Para cada una se indica el nombre binomial seguido del autor, abreviado según las convenciones y usos.
- Campyliadelphus chrysophyllus (Brid.) R.S. Chopra
- Campyliadelphus elodes (Lindb.) Kanda
- Campyliadelphus glaucocarpoides (E.S. Salmon) Hedenas
- Campyliadelphus polygamus (Schimp.) Kanda
- Campyliadelphus stellatus (Hedw.) Kanda